# دان وادیس
دان وادیس (انگلیسی: Dan Vadis؛ ۳ ژانویهٔ ۱۹۳۸ – ۱۱ ژوئن ۱۹۸۷) یک هنرپیشه اهل ایالات متحده آمریکا بود.
از فیلم‌های او می‌توان به پیروزی ده گلادیاتور اشاره کرد.